# Hypena herbigrada
Hypena herbigrada är en fjärilsart som beskrevs av Swinhoe 1889. Hypena herbigrada ingår i släktet Hypena och familjen nattflyn. Inga underarter finns listade i Catalogue of Life.